# Bandiera della Nuova Scozia
La bandiera della Nuova Scozia, creata nel 1858, deriva dallo stemma che fu assegnato dal governatore della provincia nel 1625.
La bandiera è una decusse (croce di Sant'Andrea) blu su campo bianco. Come si può facilmente constatare, è uguale alla bandiera scozzese ma a colori invertiti. A confermare il legame con la Scozia è anche lo stemma reale di Scozia al centro della bandiera.
Lo stemma reale è uno scudo dorato con un leone rampante rosso circondato da una doppia cinta gigliata rossa.